# 루이스 덩크
루이스 칼 덩크(영어: Lewis Carl Dunk, 1991년 11월 21일 ~)은 잉글랜드의 축구 선수로, 현재 브라이턴 & 호브 앨비언에서 뛰고있다. 포지션은 센터백이다.